# Dracaena transvaalensis
Dracaena transvaalensis är en sparrisväxtart som beskrevs av John Gilbert Baker. Dracaena transvaalensis ingår i släktet dracenor, och familjen sparrisväxter. Inga underarter finns listade i Catalogue of Life.